# 牧者叢站 (倫敦地鐵)
牧者叢站（英語：Shepherd's Bush tube station）是英國倫敦地鐵中央線的車站，位於英格蘭倫敦西部漢默史密斯-富勒姆區的牧者叢。牧者叢站位於白城站和荷蘭公園之間，屬倫敦第2收費區。牧者叢站開通於1900年7月30日。
一系列位於牧者叢的鐵路站曾同樣被稱為牧者叢站。現今本站與隔壁、屬於倫敦地上鐵和英國國鐵的火車站有著相同的名字。在倫敦地鐵環線、漢默史密斯及城市線上的牧者叢市場站則位於本站以西約500米處，與本站並沒相連。該站於2008年前亦曾被稱為牧者叢站，後被改稱為牧者叢市場站以避免與本站混淆。

## 歷史
牧者叢站開通於1900年7月30日，是中央倫敦鐵路最初的西端總站。 原有的地面站房外牆鋪設赤陶，入口在阿克斯橋路上，正對牧者叢綠地。中央倫敦鐵路的供電站和伍德巷車廠曾設置於本站以北，當時車廠以一條單軌隧道連接主線。位於本站西端的東行線軌道盡頭是一條掉頭側線，並設有交叉渡線連接西行線軌道。 1908年，中央倫敦鐵路由本站向西伸延一站至伍德巷站，以服務當年於附近舉辦的英法展覽會。當時西行線向北穿過伍德巷車廠地底，並延伸至車廠北端，於該處設置臨時站伍德巷站。伍德巷站初時被定位為臨時車站，只有一條路軌，兩側分別設有上車和落車專用的月台。伍德巷站以後路軌繼續向南延伸，並接回位於本站西側的東行線軌道盡頭，形成迴圈。展覽會後由於各式各樣的文娛及體育場地相繼成立（包括白城體育場），因此伍德巷站成為永久車站，繼續取代本站作為鐵路的西端總站。
1920年，中央倫敦鐵路曾規劃由此站延伸至列治文（於漢默史密斯以後與區域鐵路共線），但延伸線最終並未建成。1938年，本站原有的升降機被拆除，並改為安裝了扶手電梯。同年，本站與中央線其他各站的月台均被延長，以容納八卡列車（原本只能容納七卡列車）。1947年11月23日，中央線西延至格林福德站，西延工程包括於伍德巷站以北新建一站（今白城站）以取代伍德巷站。因此白城站於同日起取代了伍德巷站，成為本站西行下一站。

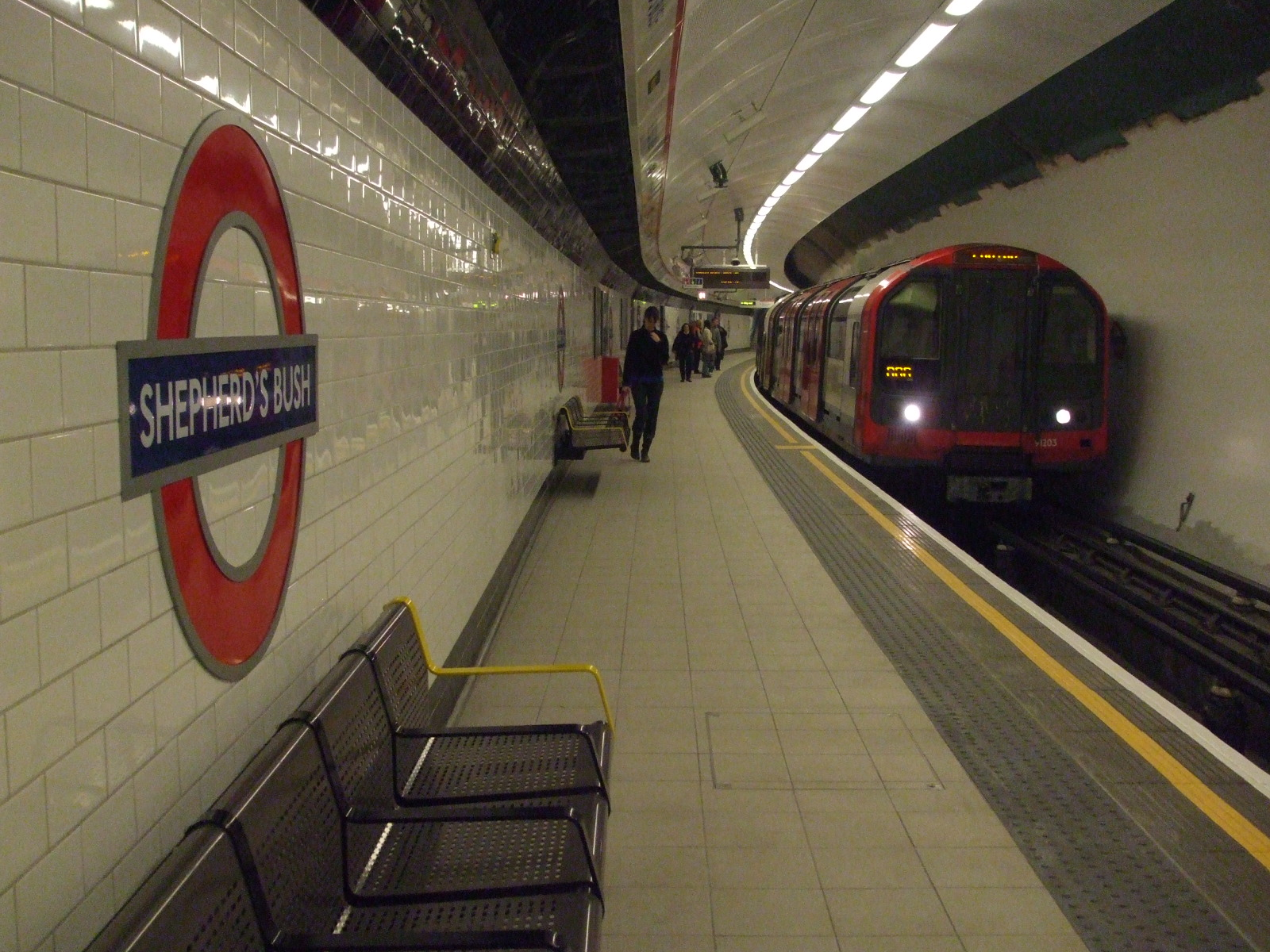
一列東行列車停靠本站

2005年，本站以北的白城地區展開大型都市更新計劃，當中包括興建西田倫敦購物中心和一座巴士轉乘站、重建本站、以及於西倫敦線接近本站位置興建一座新車站。為了車站重建工程，倫敦交通局於2008年2月4日起一連8個月關閉本站。這引起了當地居民爭議。批評者聲稱，這些工程安排於上述時間進行，目的是讓透過都更計劃進駐當區的新企業受益，而當地居民和小店則因而受害 。 由牧者叢選區選出的國會議員安迪·斯洛特對該項目進行了調查，並根據《信息自由法》獲得了文件，該文件表明承包商 Metronet 曾建議可以在不關閉車站的情況下完成重建工作。 本站最終於當年 10 月 5 日重新向乘客開放。
在重建工程中，倫敦交通局更換了本站的扶手電梯，但沒有如原先計劃為本站加裝升降機。交通局指出，若要加裝升降機，許多附近的地下設施就必需預先遷移，使加裝升降機連相關工程的總成本高達一億英磅。漢默史密斯-富勒姆區和殘疾人士壓力團體均批評重建工程最終沒有為本站提供無障礙通道，令不能使用樓梯的人士仍然無法使用本站。

## 接駁交通
- 牧者叢車站：倫敦交通局於本站與牧者叢車站間設置站外轉乘優惠，使用蠔卡或其他非接觸式支付系統的乘客如於本站/牧者叢車站出閘後指定時間內於牧者叢車站/本站入閘，兩程車費將合併計算。牧者叢車站提供倫敦地上鐵來往克拉珀姆交匯和斯特拉特福的列車服務。南方鐵路則為該站提供來往屈福特交匯和東克羅伊登的國鐵列車服務。
- 倫敦巴士 31, 49, 72, 94, 95, 148, 207, 220, 228, 237, 260, 272, 283, 295, 316, 607 和C1號線
- 倫敦通宵巴士N207號線

## 車站相片

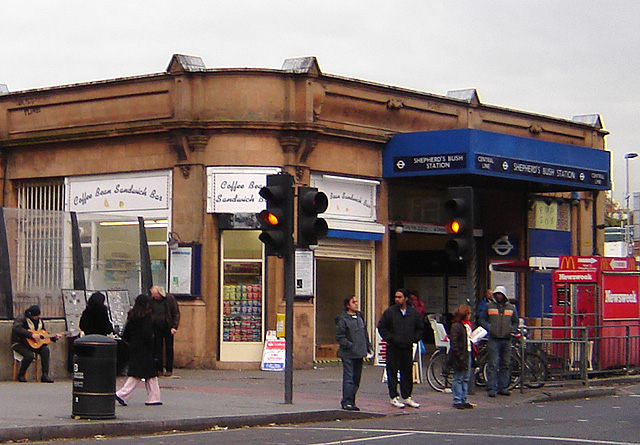
本站原有於1900年落成的站房（攝於2005年）
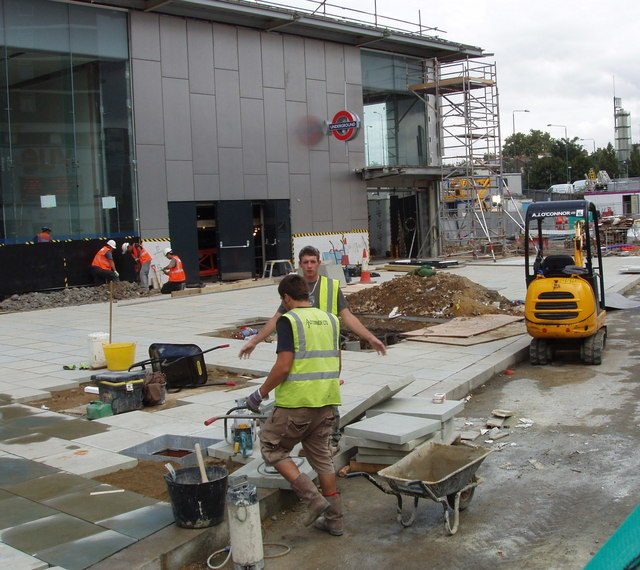
2008年將近完成的新站房
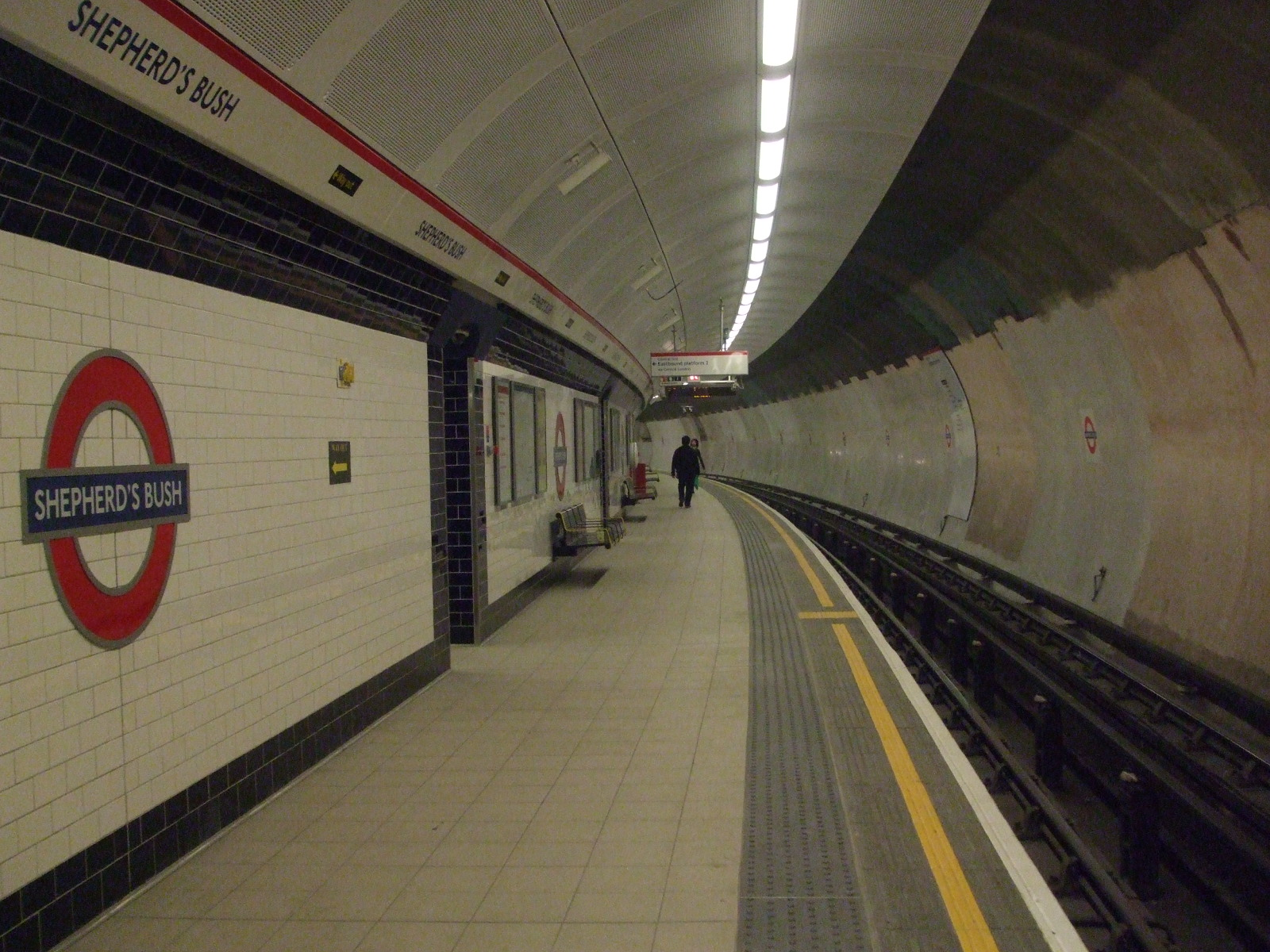
西行月台，視角向東
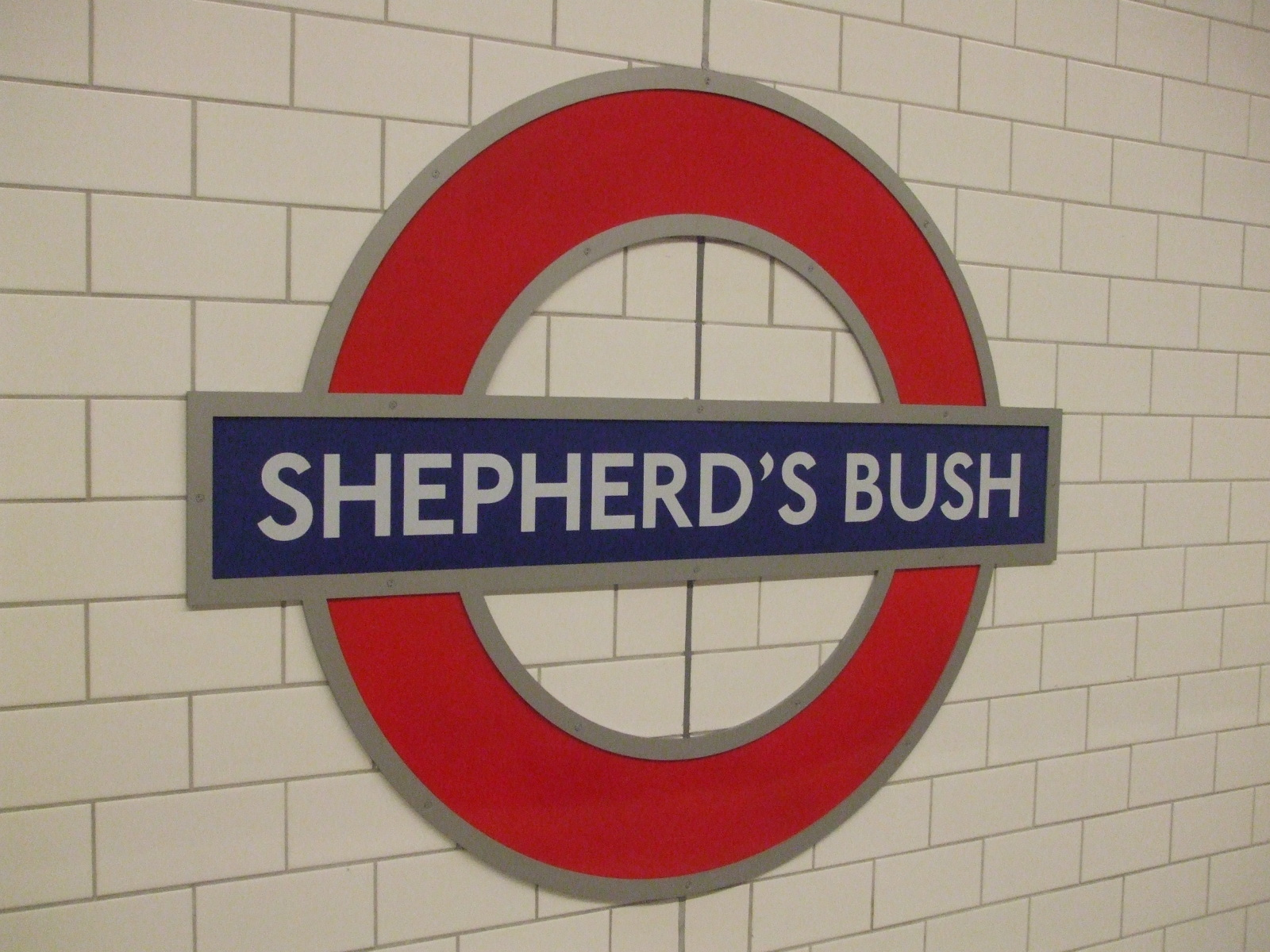
月台圓標

## 外部連結
- London Transport Museum Photographic Archive （页面存档备份，存于）
  - Ticket hall, 1926
  - Shepherd's Bush, 1935
  - Ticket hall, 1939
- Details of infrastructure improvements （页面存档备份，存于）
- The front of the station building from a different angle